# دمدره بی‌بی رشته
دمدره بی‌بی رشته، روستایی از توابع بخش چرام شهرستان کهگیلویه در استان کهگیلویه و بویراحمد ایران است.

## جمعیت
این روستا در دهستان الغچین قرار دارد و براساس سرشماری مرکز آمار ایران در سال ۱۳۸۵، جمعیت آن ۱۸۷نفر (۳۳خانوار) بوده‌است.